# ヤマハ・TY50
TY50（ティーワイごじゅう）とは、ヤマハ発動機が製造していたオートバイの車種名である。

## 概要
TY50はトライアル車両のTY250J（1973年12月発売）のスタイルを踏襲したモデル。GT50と同形式のエンジンを採用し、トライアル向けに出力を下げ低速よりの特性にデチューンされハンドルの切れ角も大きく出来ている。ライバルはホンダのバイアルスTL50のみであった。当時の本格的なトライアル競技車のようなデザインを持つが、エンジンが4馬力と非力で重量も特に軽量化されているわけではないため、急坂を上るなどトライアル的な走行は同年代のハイパワー50ccトレール車よりかなり劣ってしまう。そのためトライアルの練習用と言うより、トライアル車風のデザインを持つデュアルパーパス系のミニバイクとしての性質が強い。（ホンダのバイアルスTL50もこの点は同様で、4サイクルエンジンで最高出力では4.2psとほとんど差はなかった）また当時、デビューして間もない小堺一機がイメージキャラクターを務めていた。

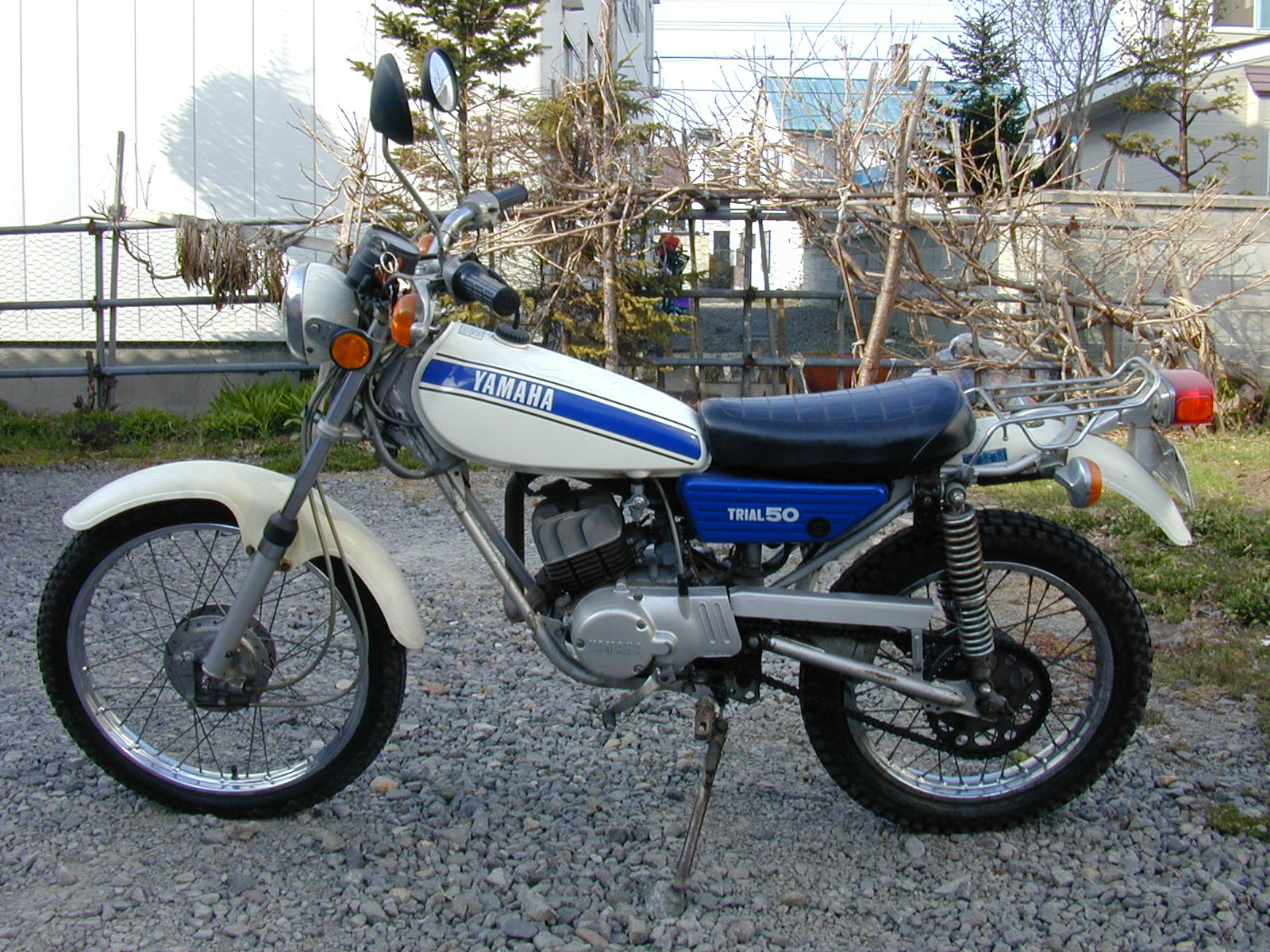
1977年製 TY50